# Ismael Warleta de la Quintana
Ismael Warleta de la Quintana (Cádiz, 31 de diciembre de 1896 - Madrid, 29 de julio de 1976) fue un militar y aviador español perteneciente a la Aeronáutica Militar. Destacó en su puesto como director general de Aeronáutica durante el periodo de la Segunda República.

## Biografía
Nacido en 1896, con 15 años ingresó en la Academia de Artillería de Segovia, de donde se licenció en 1917 ocupando el 6.º puesto de la promoción, con más de 100 cadetes. En 1921 fue enviado al Protectorado de Marruecos, participando en numerosas operaciones de la guerra del Rif hasta 1924. Fue en esta época donde entró en contacto con la incipiente aviación militar española. En 1923 realizó en la Península un curso para aviadores, y a partir de entonces se integró en la Aeronáutica Militar. Posteriormente organizó junto a otros aviadores varios cursos de aviación, y llegó a dirigir por dos ocasiones la Escuela de Tiro y Bombardeo de Los Alcázares (Murcia). Algún tiempo después de la proclamación de la República, en 1933 creó y fue el primer jefe del Servicio estatal de Fotografía Aérea.
En julio de 1934 fue nombrado director general de Aeronáutica, nuevo organismo creado por la República para la modernización de las Fuerzas Aéreas y las infraestructuras aeronáuticas civiles. Desde su nuevo puesto presentó un plan para modernizar el equipamiento de la Aeronáutica Militar, y fabricar en España bajo licencia los cazas Hawker Fury y bombarderos Martin B-10. El plan aunque fue finalmente aprobado, no llegó a desarrollarse. En noviembre de 1935 Warleta dimitió de su puesto por su oposición a las políticas del ministro de la guerra, José María Gil-Robles, que habían acabado en un serio incidente entre ambos.
Después del estallido de la Guerra civil en julio de 1936 se mantuvo fiel a la República. El 21 de julio formó parte de la comisión que fue a París en un avión de LAPE para llevar a cabo la compra de aviones y armamento, junto al capitán Juan Aboal. Tras su regreso a la zona republicana, fue puesto al frente de la fabricación de bombas (de las que había una grave escasez). Durante el resto de la contienda se dedicó a esta labor y no pilotó ningún avión. 
En noviembre de 1936 fue ascendido al rango de Teniente coronel. 
Al final de la guerra fue detenido por el bando vencedor e irónicamente juzgado por el delito de "rebelión militar", siendo condenado a 30 años de cárcel. En enero de 1944 fue liberado de la Colonia penitenciaria militarizada de Dos Hermanas, trabajando el resto de su vida como traductor de alemán. Falleció en Madrid en 1976.